# Gukripsumogwon
Gukripsumogwon (koreanska: 국립수목원) är en park i Sydkorea.   Den ligger i provinsen Gyeonggi, i den norra delen av landet, 27 km nordost om huvudstaden Seoul. Gukripsumogwon ligger 108 meter över havet.
Terrängen runt Gukripsumogwon är lite kuperad. Runt Gukripsumogwon är det mycket tätbefolkat, med 1 018 invånare per kvadratkilometer. Närmaste större samhälle är Uijeongbu-si, 10,5 km väster om Gukripsumogwon. I omgivningarna runt Gukripsumogwon växer i huvudsak blandskog.